# Ferdinánd Fülöp orléans-i herceg
Ferdinánd Fülöp orléans-i herceg (franciául: Ferdinand-Philippe d'Orléans, Palermo, 1810. szeptember 3. – Sablonville, 1842. július 13.) francia trónörökös.

## Élete
1837. május 30-án Ilona hercegnő a fontainebleau-i kastélyben feleségül vett Ilona mecklenburg–schwerini hercegnőt (1814–1858). A házasságból két gyermek született:
- Fülöp orléans-i herceg, Párizs grófja (1838–1894)
- Robert d’Orléans, Chartres hercege (1840–1910)

1842-ben Ferdinánd Fülöp herceg kocsibalesetben veszítette életét.
- Sírja a dreux-i Szent Lajos kápolnában

## Fordítás
- Ez a szócikk részben vagy egészben  a   Ferdinand Philippe d’Orléans, duc de Chartres című német Wikipédia-szócikk fordításán alapul.  Az eredeti cikk szerkesztőit annak laptörténete sorolja fel. Ez a jelzés csupán a megfogalmazás eredetét és a szerzői jogokat jelzi, nem szolgál a cikkben szereplő információk forrásmegjelöléseként.